# Linnéstaden
Linnéstaden - popularmente chamado Linné - é um bairro da parte central de Gotemburgo, com 31 328 habitantes numa área de 6,7 km2 (2088).
Estende-se da praça Järntorget até ao parque de Slottsskogen, abrangendo a avenida Linnégatan e os pequenos bairros circundantes de Masthugget, Änggården, Haga, Annedal e Olivedal.
Na sua proximidade, estão localizados o parque de Slottsskogen, o Jardim Botânico de Gotemburgo, o Hospital Sahlgrenska e a reserva natural de Änggårdsbergen.